# Список астероїдів з великим нахилом орбіти
В цьому списку наведені деякі астероїди, орбіти яких мають нахил понад 10°.

## Список
| Назва              | Кут нахилу орбіти | Дата відкриття        |
| ------------------ | ----------------- | --------------------- |
| 2938 Хопі          | 41,436°           | 14 червня 1980 року   |
| 2010 EQ169         | 91,606°           | 8 березня 2010 року   |
| 2008 SB85          | 74,247°           | 26 вересня 2008 року  |
| 2007 VR6           | 68,659°           | 1 листопада 2007 року |
| 1998 UQ1           | 64,281°           | 19 жовтня 1998 року   |
| 1580 Бетулія       | 52,083°           | 22 травня 1950 року   |
| 1373 Цинциннаті    | 38,949°           | 30 серпня 1935 року   |
| 944 Гідальго       | 42,525°           | 31 жовтня 1920 року   |
| 2 Паллада          | 34,841°           | 28 березня 1802 року  |
| 1 Церера           | 10,593°           | 1 січня 1801 року     |
| (467372) 2004 LG   | 70,725°           | 9 червня 2004 року    |
| (196256) 2003 EH1  | 70,790°           | 6 березня 2003 року   |
| (138925) 2001 AU43 | 72,132°           | 4 січня 2001 року     |
| (127546) 2002 XU93 | 77,904°           | 4 грудня 2002 року    |
| (88043) 2000 UE110 | 51,998°           | 29 жовтня 2000 року   |
| (22653) 1998 QW2   | 45,794°           | 17 серпня 1998 року   |
| (5496) 1973 NA     | 67,999°           | 4 липня 1973 року     |